# 抗彎強度
材料的抗彎強度是指在外力（载荷）的弯曲作用下不破坏时能承受的最大应力，其值大小一般通过静力试验来测定。

## 测量
对于三点受力的矩形梁
{\displaystyle \sigma ={\frac {3FL}{2bd^{2}}}}
- F 载荷力 (N)
- L 支撑距离
- b 宽度
- d 厚度

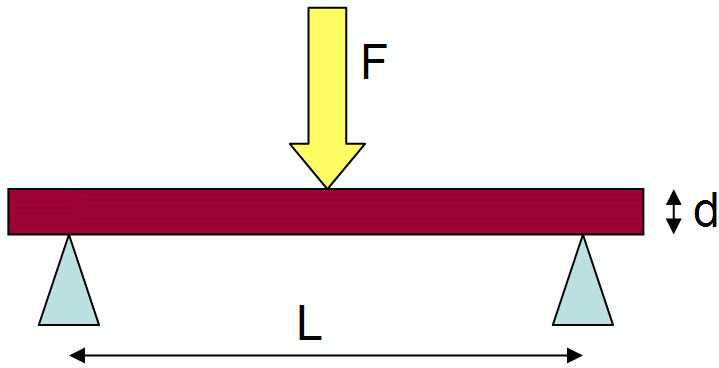
三点受力的矩形梁

木材抗弯强度介于顺纹抗拉强度和抗压强度间。受弯时，上部受压，下部受拉，水平面内则有剪力。发生破坏时一般是木材上部受压区首先达到强度极限，发生变形，但构建还能继续使用，直至受拉区也达到强度极限，就会发生整体最终破坏。